# Agustín Núñez Martínez

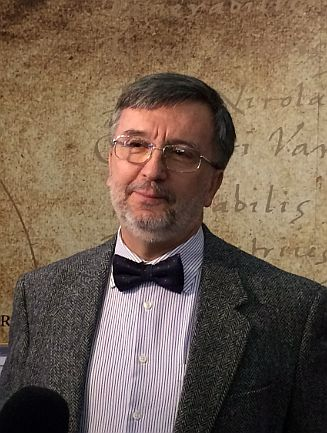
Agustín Núñez Martínez w Toruniu (2015)

Agustín Núñez Martínez (ur. 24 marca 1955 w Betanzos) – hiszpański dyplomata, od 2012 ambasador Królestwa Hiszpanii w Polsce.

## Życiorys
Z wykształcenia jest prawnikiem. W 1979 rozpoczął karierę w dyplomacji. Od tego czasu kierowany do przedstawicielstw dyplomatycznych Hiszpanii w Etiopii, na Filipinach, w Niemczech, Kolumbii, USA i Kanadzie.
Od roku 2004 był ambasadorem w Hondurasie, a następnie od 2008 był stałym reprezentantem przy Organizacji Bezpieczeństwa i Współpracy w Europie (OBWE) w Wiedniu.
W latach 2012–2017 ambasador Królestwa Hiszpanii w Polsce.